# Stadhuis van Mulhouse

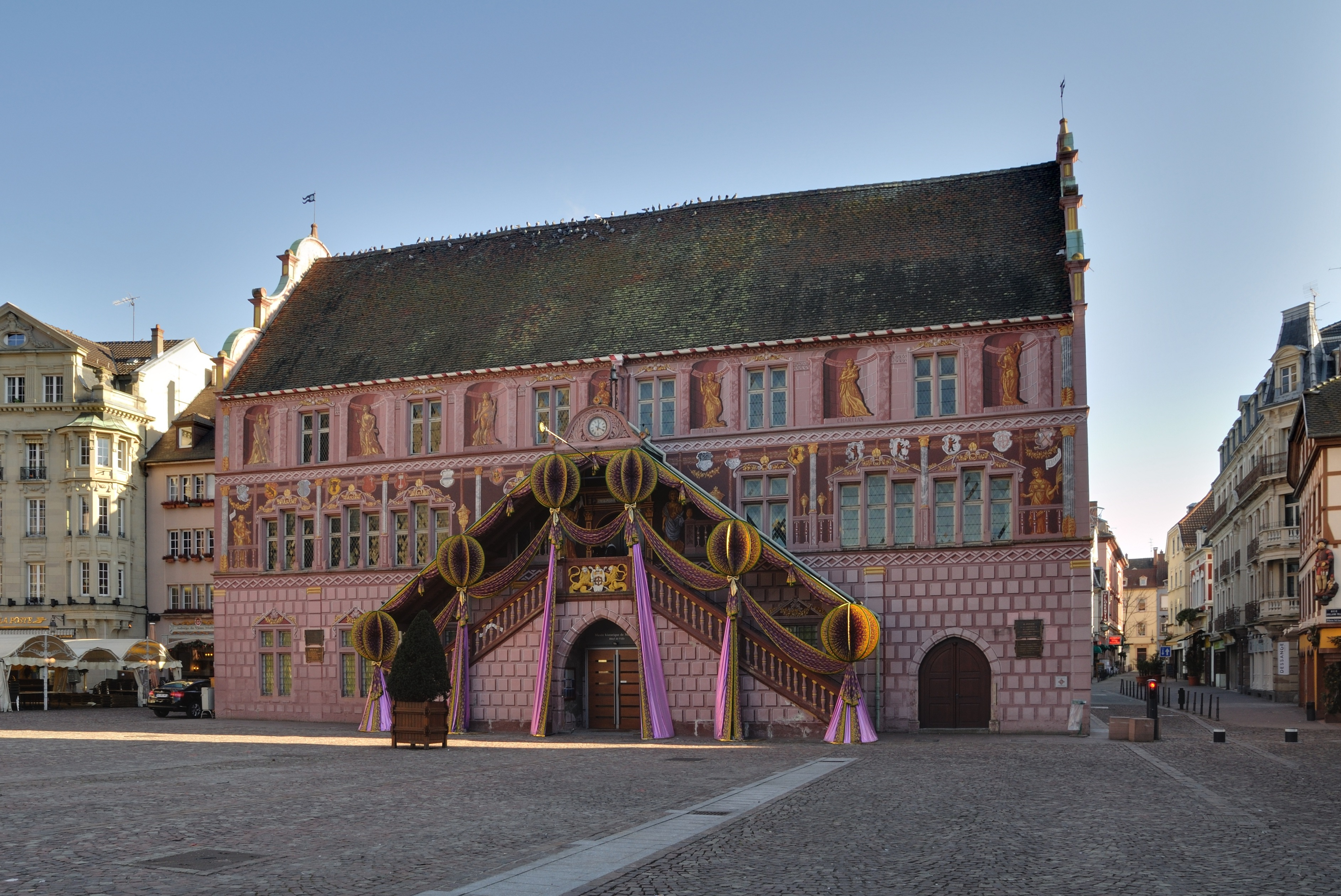
Stadhuis van Mulhouse

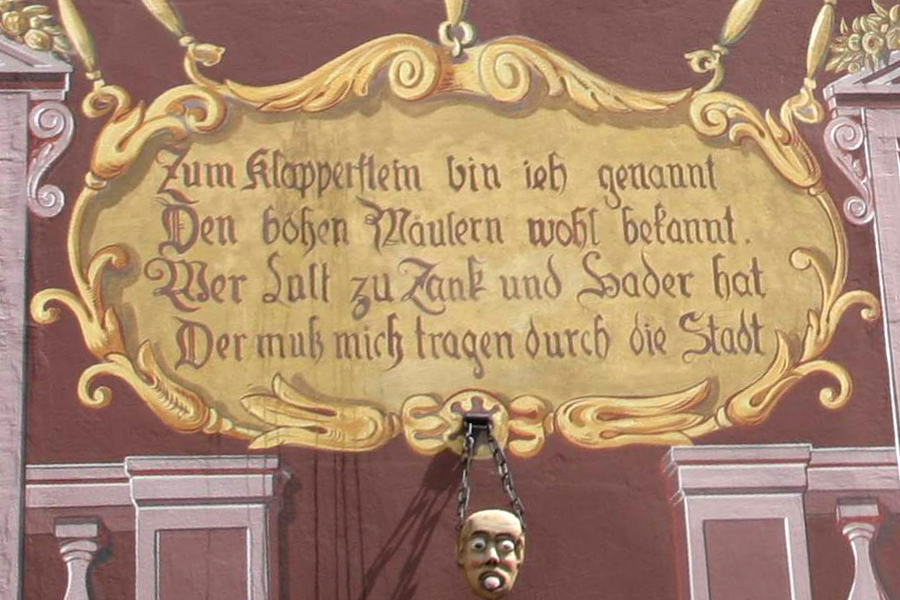
De Klapperstein

Het Stadhuis van Mulhouse (Hôtel de ville de Mulhouse) is een historisch renaissancestadhuis uit 1552 dat zich bevindt aan de Place de la Réunion in Mulhouse.

## Gebouw
In 1432 werd een stadhuis gebouwd dat in 1551 door brand werd vernield. Vanaf 1552 werd het herbouwd op de fundamenten van het oude stadhuis, onder leiding van Michel Lynthumer. In 1698 werd het stadhuis, door Jean Gabriel, voorzien van de uitwendige beschildering in trompe-l'oeil, die ook tegenwoordig zo kenmerkend is voor dit gebouw. Zowel de beschildering als het gebouw zijn meerdere malen aangepast. Het gebouw werd in 1637 voorzien van een achtergalerij en in 1778 werd het verhoogd met een tweede verdieping.

## De Klapperstein
Op de rechterzijgevel van het gebouw hangt een replica van de beroemde Klapperstein, een 12 kg zware steen die roddelaars en kwaadsprekers om de hals werd gehangen en waarmee ze door de stad moesten trekken, al rijdend op een ezel. De steen stelt een gezicht met grote ogen voor dat de tong uitsteekt. Mogelijk is deze symbolische straf in de middeleeuwen ingevoerd als vervanging voor de steniging, die tot dan toe gebruikelijk was.
| Duitse tekst op de zijgevel | Vertaling |
| Zum Klapperstein bin ich gennant, Den boeszen Maeulern wohl bekannt, Wer Lust zu Zank und Hader hat, Der musz mich tragen durch die Stadt. | Ik word de « roddelsteen » genoemd, Welbekend bij de kwaadsprekers; Iedereen die er plezier in heeft om ruzie en tweedracht te zaaien, Moet mij door de stad dragen. |

Het origineel van de Klapperstein bevindt zich in het historisch museum van de stad Mulhouse, dat sinds 1969 in het stadhuis gevestigd is.